# Liceul Monștrilor
Liceul Monștrilor sau Monster High este o franciză americană de păpuși creată de Mattel și lansată în iulie 2010. Personajele sunt inspirate din filme cu monștri, horror SF, ficțiune thriller și diverse alte creaturi. Franciza include multe produse precum  păpuși, genți, brelocuri, diverse jucării și seturi de joacă. A fost creată și o serie de cărți.
Liceul Monștrilor a fost creat de Garrett Sander, cu ilustrații de Kellee Riley și ilustratorul Glen Hanson.

## Premiză
În orașul New Salem, copiii adolescenți ai unor monștri celebri merg la o școală pentru monștri numită Monster High. Poveștile lor sunt spuse prin serialele TV/seriale web și filme, precum și prin jurnalele incluse cu păpușile. 
Monster High prezintă o varietate de personaje fictive, dintre care multe sunt studenți la liceul titular. Personajele feminine sunt clasificate ca „ghouls”, iar personajele masculine sunt clasificate ca „mansters”. Personajele sunt, în general, fiii și fiicele sau înrudite cu monștri care au fost popularizați în ficțiune.Caracterele originale au fost: Cleo De Nile, Draculaura, Frankie Stein, Lagoona Blue, Clawdeen Wolf.